# Zernyia maroccana
Zernyia maroccana là một loài bướm đêm trong họ Geometridae.